# YouTube
 (mai 2024).
YouTube (en français : [ jutyb] ou [ jutjub], en anglais américain : [ˈjutub], en anglais standard[Quoi ?] [ˈjuːtjuːb], en anglais australien [ˈjʉːtʃʉːb]) est un site web d'hébergement de vidéos et média social sur lequel les utilisateurs peuvent envoyer, regarder, commenter, évaluer et partager des vidéos en streaming.
Il est créé en février 2005 par Steve Chen, Chad Hurley et Jawed Karim, trois anciens employés de PayPal.
YouTube est racheté par Google en octobre 2006 pour 1,65 milliard de dollars. C'est aujourd’hui une filiale du géant Alphabet, situé à San Bruno, en Californie.
En 2009, environ 350 millions de personnes visitent chaque mois le site. En 2020, ce chiffre est passé à 2 milliards. Une croissance des utilisateurs qui s'accompagne d'une croissance des revenus : en 2024, Youtube atteint pour la première fois les 50 milliards de dollars de revenus sur 12 mois, dont 36 milliards provenant de la publicité.

## Présentation
La plupart des vidéos du site ou les chaînes YouTube peuvent être visualisées par tous les internautes, tandis que seules les personnes inscrites peuvent envoyer des vidéos de façon illimitée. Les vidéos sont accessibles par catégories et à l'aide de mots-clés (tags), comme sur Flickr ou Technorati, et peuvent être importées sur un blogue personnel. Tout internaute inscrit peut publier des commentaires et aimer ou non, les vidéos en ligne.
Lorsqu'une personne regarde une vidéo, d’autres sur un thème proche lui sont proposées, à droite de l’écran dans une barre à défilement vertical, grâce au titre et aux étiquettes de la vidéo en cours de lecture ainsi qu'à l'historique de l'utilisateur.
Après un an d’existence, de nouvelles fonctionnalités ont fait leur apparition, comme la possibilité de poster des vidéos en réponse à celles visionnées et celle de s’abonner pour en recevoir de nouvelles sur un thème particulier. Ces fonctionnalités ont permis à plusieurs internautes de devenir populaires, par exemple MrBeast, T-Series, Tay Zonday, Smosh, Epic Meal Time, PewDiePie, etc.
Si YouTube juge une vidéo non appropriée pour le jeune public, YouTube peut demander à l'utilisateur de se connecter afin de prouver qu'il est majeur et ainsi l'autoriser à voir la vidéo.

### Statistiques
Au 6 avril 2015, YouTube est disponible dans 79 pays (ce à quoi s'ajoute le territoire de Hong Kong) et dans 76 langues, couvrant 95 % de la population Internet mondiale. 80 % du trafic est généré hors des États-Unis. Chaque minute, plus de 300 heures de vidéo sont mises en ligne. Plus d'un milliard d'utilisateurs uniques consultent YouTube chaque mois, pour regarder plus de six milliards d'heures de vidéo, soit en moyenne près d'une heure par personne sur Terre. Chaque seconde, ce sont près de 43 000 vidéos qui sont visionnées, soit 1 460 milliards de vidéos par an,,. En février 2017, YouTube annonce avoir franchi le cap du milliard d'heures de vidéos vues quotidiennement. En 2018, YouTube compte 37,5 millions d'utilisateurs mensuels en France, 83 % de ceux-ci déclarant être très attentifs lorsqu'ils visionnent une vidéo sur cette plateforme. En mars 2019, selon une étude StatistaCharts, « YouTube représenterait 37 % du trafic mondial internet sur mobile ».

#### Langues
Au 6 avril 2015, YouTube est disponible en 76 langues dans 83 pays, couvrant 95 % de la population internet mondiale.
Au 14 janvier 2022, l'application est désormais disponible en 80 langues dans 100 pays.
| Pays                           | Langue                                                                                  | Date de lancement  |
| ------------------------------ | --------------------------------------------------------------------------------------- | ------------------ |
| États-Unis (et reste du monde) | Anglais                                                                                 | 15 février 2005    |
| Brésil                         | Portugais                                                                               | 19 juin 2007       |
| France                         | Français et basque                                                                      | 19 juin 2007       |
| Irlande                        | Anglais                                                                                 | 19 juin 2007       |
| Italie                         | Italien                                                                                 | 19 juin 2007       |
| Japon                          | Japonais                                                                                | 19 juin 2007       |
| Pays-Bas                       | Néerlandais                                                                             | 19 juin 2007       |
| Pologne                        | Polonais                                                                                | 19 juin 2007       |
| Espagne                        | Espagnol, galicien, catalan et basque                                                   | 19 juin 2007       |
| Royaume-Uni                    | Anglais                                                                                 | 19 juin 2007       |
| Mexique                        | Espagnol mexicain                                                                       | 11 octobre 2007    |
| Hong Kong                      | Chinois, et anglais                                                                     | 17 octobre 2007    |
| Taïwan                         | Chinois                                                                                 | 18 octobre 2007    |
| Australie                      | Anglais                                                                                 | 22 octobre 2007    |
| Nouvelle-Zélande               | Anglais                                                                                 | 22 octobre 2007    |
| Canada                         | Français, et Anglais                                                                    | 6 novembre 2007    |
| Allemagne                      | Allemand                                                                                | 8 novembre 2007    |
| Russie                         | Russe                                                                                   | 13 novembre 2007   |
| Corée du Sud                   | Coréen                                                                                  | 23 janvier 2008    |
| Inde                           | Hindi, Bengali, Anglais, Gujarati, Kannada, Malayalam, Marathi, Tamil, Telugu et Ourdou | 7 mai 2008         |
| Israël                         | Hébreux et Anglais                                                                      | 16 septembre 2008  |
| République tchèque             | Tchèque                                                                                 | 9 octobre 2008     |
| Suède                          | Suédois                                                                                 | 12 octobre 2008    |
| Afrique du Sud                 | Afrikaans Zoulou, et Anglais                                                            | 17 mai 2010        |
| Argentine                      | Espagnol                                                                                | 8 septembre 2010   |
| Algérie                        | Arabe et Français                                                                       | 9 mars 2011        |
| Égypte                         | Arabe                                                                                   | 8 mars 2011        |
| Jordanie                       | Arabe                                                                                   | 9 mars 2011        |
| Maroc                          | Arabe et Français                                                                       | 9 mars 2011        |
| Arabie saoudite                | Arabe                                                                                   | 9 mars 2011        |
| Tunisie                        | Arabe et Français                                                                       | 9 mars 2011        |
| Yémen                          | Arabe                                                                                   | 9 mars 2011        |
| Kenya                          | Swahili et Anglais                                                                      | 1er septembre 2011 |
| Philippines                    | Filipino et Anglais                                                                     | 13 octobre 2011    |
| Singapour                      | Anglais                                                                                 | 20 octobre 2011    |
| Belgique                       | Français et Néerlandais                                                                 | 16 novembre 2011   |
| Colombie                       | Espagnol                                                                                | 30 novembre 2011   |
| Ouganda                        | Anglais                                                                                 | 2 décembre 2011    |
| Nigeria                        | Anglais                                                                                 | 7 décembre 2011    |
| Chili                          | Espagnol                                                                                | 20 janvier 2012    |
| Hongrie                        | Hongrois                                                                                | 19 février 2012    |
| Malaisie                       | Malaisien et Anglais                                                                    | 22 mars 2012       |
| Pérou                          | Anglais                                                                                 | 25 mars 2012       |
| Émirats arabes unis            | Arabe et Anglais                                                                        | 1er avril 2012     |
| Grèce                          | Grec                                                                                    | 1er mai 2012       |
| Indonésie                      | Indonésien et Anglais                                                                   | 17 mai 2012        |
| Ghana                          | Anglais                                                                                 | 5 juin 2012        |
| Sénégal                        | Français et Anglais                                                                     | 4 juillet 2012     |
| Turquie                        | Turc                                                                                    | 1er octobre 2012   |
| Ukraine                        | Ukrainien                                                                               | 13 décembre 2012   |
| Danemark                       | Danois                                                                                  | 1er février 2013   |
| Finlande                       | Finnois                                                                                 | 1er février 2013   |
| Norvège                        | Norvégien                                                                               | 1er février 2013   |
| Autriche                       | Allemand                                                                                | 29 mars 2013       |
| Suisse                         | Allemand, Français et Italien                                                           | 9 avril 2013       |
| Roumanie                       | Roumain                                                                                 | 18 avril 2013      |
| Portugal                       | Portugais                                                                               | 25 avril 2013      |
| Slovaquie                      | Slovaque                                                                                | 25 avril 2013      |
| Bahreïn                        | Arabe                                                                                   | 16 août 2013       |
| Koweït                         | Arabe                                                                                   | 16 août 2013       |
| Oman                           | Arabe                                                                                   | 16 août 2013       |
| Qatar                          | Arabe                                                                                   | 16 août 2013       |
| Bosnie-Herzégovine             | Bosnien, Croate et Serbe                                                                | 17 mars 2014       |
| Bulgarie                       | Bulgare                                                                                 | 17 mars 2014       |
| Croatie                        | Croate                                                                                  | 17 mars 2014       |
| Estonie                        | Estonien                                                                                | 17 mars 2014       |
| Lettonie                       | Letton                                                                                  | 17 mars 2014       |
| Lituanie                       | Lituanien                                                                               | 17 mars 2014       |
| Macédoine                      | Macédonien, Serbe, et Turc                                                              | 17 mars 2014       |
| Monténégro                     | Serbie et Croate                                                                        | 17 mars 2014       |
| Serbie                         | Serbe                                                                                   | 17 mars 2014       |
| Slovénie                       | Slovène                                                                                 | 17 mars 2014       |
| Thaïlande                      | Thaïlandais                                                                             | 1er avril 2014     |
| Liban                          | Arabe                                                                                   | 1er mai 2014       |
| Porto Rico                     | Espagnol et Anglais                                                                     | 23 août 2014       |
| Islande                        | Islandais                                                                               | 2014               |
| Luxembourg                     | Français et Allemand                                                                    | 2014               |
| Vietnam                        | Vietnamien                                                                              | 1er octobre 2014   |
| Libye                          | Arabe                                                                                   | 1er février 2015   |
| Tanzanie                       | Swahili et Anglais                                                                      | 2 juin 2015        |
| Zimbabwe                       | Anglais                                                                                 | 2 juin 2015        |
| Azerbaïdjan                    | Azerbaïdjanais                                                                          | 6 octobre 2015     |
| Biélorussie                    | Russe                                                                                   | 6 octobre 2015     |
| Géorgie                        | Géorgien                                                                                | 6 octobre 2015     |
| Kazakhstan                     | Kazakh                                                                                  | 6 octobre 2015     |
| Irak                           | Arabe                                                                                   | 2015               |
| Népal                          | Népalais                                                                                | 2016               |
| Pakistan                       | Ourdou                                                                                  | 2016               |
| Sri Lanka                      | Singhalais Tamoul Anglais                                                               | 2016               |
| Jamaïque                       | Anglais                                                                                 | 2016               |
| Malte                          | Anglais                                                                                 | 2018               |
| Bolivie                        | Espagnol                                                                                | 2019               |
| Costa Rica                     | Espagnol                                                                                | 2019               |
| Équateur                       | Espagnol                                                                                | 2019               |
| Salvador                       | Espagnol                                                                                | 2019               |
| Guatemala                      | Espagnol                                                                                | 2019               |
| Honduras                       | Espagnol                                                                                | 2019               |
| Nicaragua                      | Espagnol                                                                                | 2019               |
| Panama                         | Espagnol                                                                                | 2019               |
| Uruguay                        | Espagnol                                                                                | 2019               |
| Paraguay                       | Espagnol Guarani                                                                        | 2019               |
| République dominicaine         | Espagnol                                                                                | 2019               |
| Chypre                         | Grec Turc                                                                               | 2019               |
| Liechtenstein                  | Allemand                                                                                | 2019               |
| Venezuela                      | Espagnol                                                                                | 2020               |
| Papouasie-Nouvelle-Guinée      | Anglais                                                                                 | 2020               |
| Haïti                          | Créole haïtien Français                                                                 | 6 juin 2020        |
| Cambodge                       | Khmer Français                                                                          | 6 juin 2020        |

## Historique

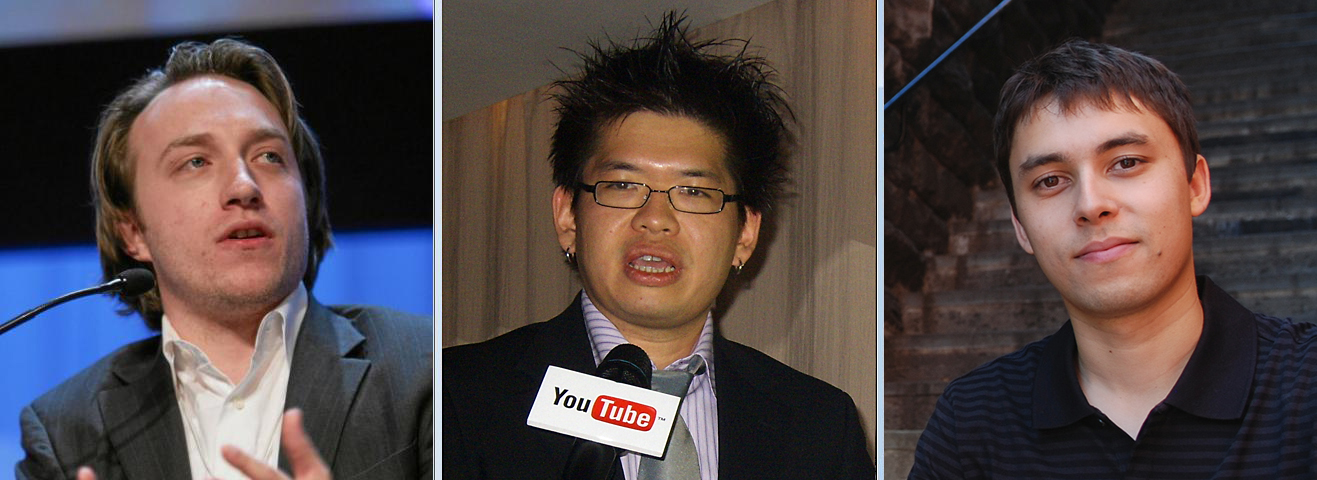
Les fondateurs de YouTube : Chad Hurley, Steve Chen et Jawed Karim.

La société a été créée en février 2005 par trois ex-employés de l'entreprise PayPal : Chad Hurley, Steve Chen et Jawed Karim. C'est devant l'impossibilité de retrouver des images de bonne qualité du nipplegate que les trois ingénieurs ont l'idée de créer une plateforme de partage vidéo. Elle devait être à l'origine un site de rencontres reposant sur l'utilisation de vidéos, mais les créateurs ont renoncé à cette idée quelques jours après son lancement public. La première vidéo de YouTube est d'ailleurs Me at the zoo, dans laquelle Jawed Karim commente sa visite au zoo de San Diego (la vidéo a été mise en ligne le 23 avril 2005).
Le 9 octobre 2006, Google a racheté YouTube 1,65 milliard de dollars en nouvelles actions, ce qui constitue la quatrième plus grosse opération d'acquisition de Google (après DoubleClick en 2007, Nest Labs en 2014 et Motorola en 2011). YouTube a conservé son nom et maintenu les emplois de 67 salariés dont les cofondateurs Chad Hurley et Steve Chen.
Le 30 mai 2007, Apple, en la personne de Steve Jobs, a annoncé que l'Apple TV s'ouvrirait à YouTube. À cette occasion, toutes les vidéos de YouTube ont été converties en H.264, un standard vidéo HD utilisé par Apple. C'est le plus grand virage technologique de YouTube depuis sa création. Il utilisait, en effet, jusqu'ici le format Flash Vidéo.
Le 19 juin 2007, Eric Schmidt, PDG de Google, se rend à Paris pour lancer la version française de YouTube destinée à concurrencer l'hébergeur de vidéos français Dailymotion. Google a également fait plusieurs propositions aux chaînes de télévision françaises, notamment à France 4, qui sera désormais diffusée sur YouTube en plus de la télévision classique. Google souhaite étendre son offre à d'autres pays européens (comme l'Allemagne, pour concurrencer le site myVideo (en)) si l'essai aboutit à une réussite en France.
Depuis le 19 mai 2010, toutes les nouvelles vidéos de YouTube sont converties en WebM, format ouvert, concurrent de H.264, reposant sur le codec vidéo VP8, acquis par Google à la suite du rachat de On2, et sur le codec audio OGG Vorbis.
Un service de sous-titrage et de traduction existe (en 2010, encore au stade de bêta).
Il était possible de regarder certaines vidéos en 3D stéréoscopique.
Le 27 août 2015, YouTube Gaming est lancé (annoncé à l'E3 2015), un site Internet et une application destinés à la communauté des gamers. L'objectif est notamment de concurrencer Twitch, racheté en août 2015 par Amazon. Le streaming vers la plateforme vidéo sera intégré dans la mise à jour 3.0 de la PlayStation 4 ; rien n'a encore été annoncé à ce jour du côté de la Xbox One.
Le 21 octobre 2015, la plateforme a annoncé le lancement d'une nouvelle offre d'abonnement payante : YouTube Red (maintenant devenue YouTube Premium). L'objectif annoncé est d'offrir une meilleure expérience aux internautes qui le souhaitent en leur fournissant des vidéos sans publicité et en leur permettant de conserver des vidéos qu'ils pourront visionner plus tard sur leur ordinateur ou leur écran mobile sans nécessiter de connexion Internet.
En mars 2017, YouTube annonce le lancement de YouTube TV aux États-Unis, un service d'abonnement à des chaînes de télévision pour 35 $ par mois. Plus de 40 chaînes sont disponibles, dont ABC, CBS, Fox, NBC et ESPN,.
Le 2 avril 2018, une fusillade éclate au siège social de youTube situé à San Bruno, ce jour-là, Nasim Najafi Aghdam blesse 3 personnes par balles avant de se suicider.
En juillet 2021, YouTube déploie dans une centaine de pays un nouveau format de vidéos sur sa plateforme nommé Shorts. Mis en place pour rivaliser avec TikTok, les Shorts sont de courtes vidéos d'une durée n’excédant pas 60 secondes.

### Interfaces et évolution du logotype

Évolution du logo de YouTube.
14 février 2005 au 11 octobre 2011 (décembre 2011 sur le site).
11 octobre 2011 (décembre 2011 sur le site) au 19 décembre 2013.
19 décembre 2013 à octobre 2015.
Octobre 2015 jusqu'au 29 août 2017.
Le 29 août 2017 à juin 2024.
Logo depuis juin 2024.

### Reconnaissance des médias

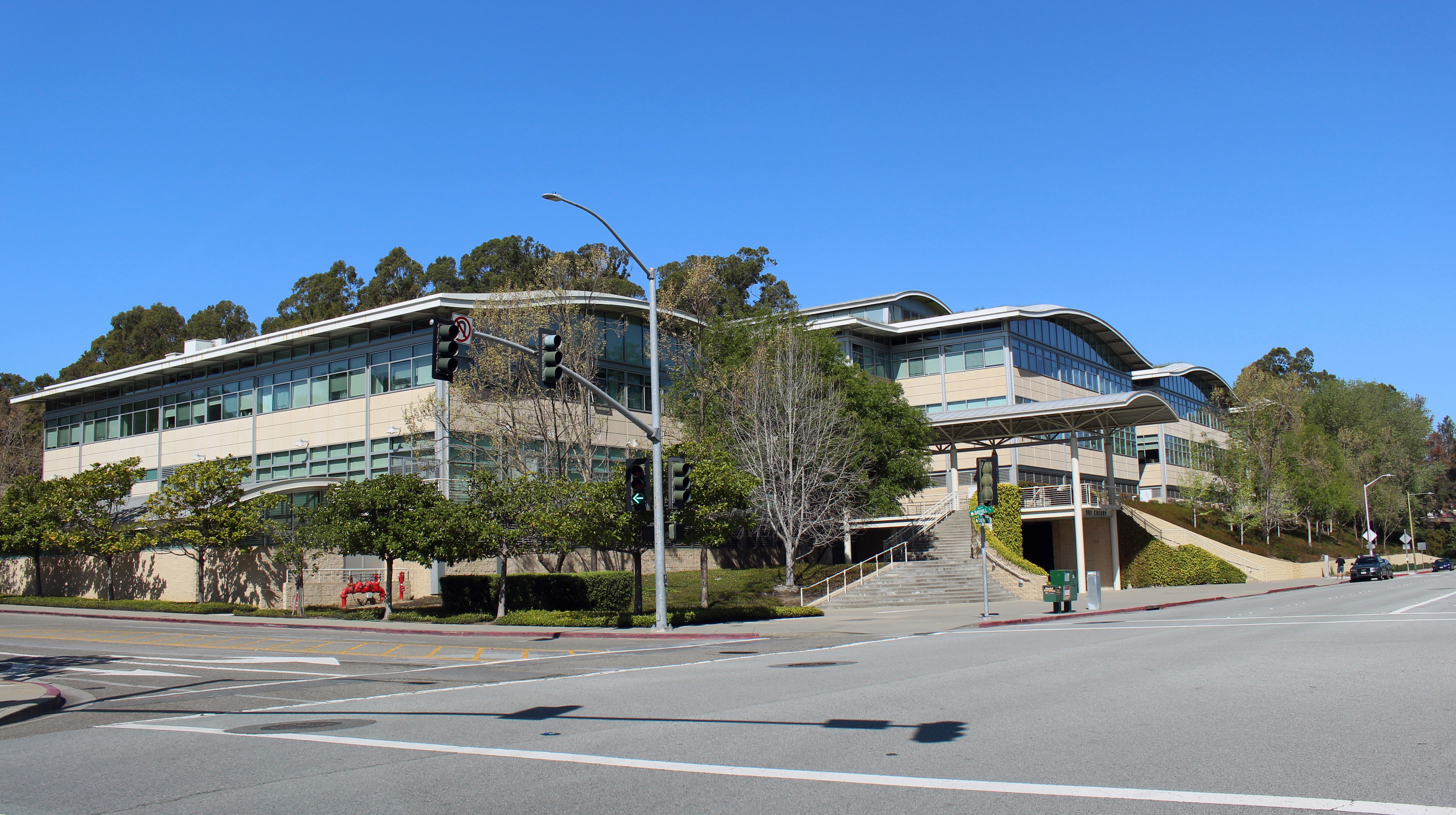
Quartier général de YouTube à San Bruno en Californie.

Grâce au bouche-à-oreille sur le net, YouTube a pu se faire connaître en un temps relativement court. À ses débuts, le site de vidéos s’est beaucoup fait connaître lorsqu’il a commencé à diffuser la vidéo Lazy Sunday (en) du groupe comique The Lonely Island, vidéo issue de l'émission Saturday Night Live, et ce, en dépit de son règlement officiel interdisant aux internautes d’envoyer des vidéos dont ils ne possèdent pas les droits d’auteurs. NBCUniversal, propriétaires de SNL, ont très rapidement décidé de réagir.
En février 2006, NBC a demandé le retrait de plusieurs vidéos de YouTube, dont Lazy Sunday et des extraits des Jeux olympiques d'hiver de 2006. Le mois suivant, dans l’objectif de renforcer sa politique d’interdiction de non-respect de droits d’auteur, YouTube a fixé une limite de 10 min pour la longueur des vidéos. Ainsi, tous les nouveaux membres inscrits ne peuvent envoyer des vidéos de plus de 10 min, quel que soit leur statut (il semblerait que la limite réelle soit de 10 min et 59 s). Les internautes inscrits avant cette nouvelle limite ont quant à eux la possibilité d'envoyer des vidéos plus longues. Dans tous les cas, cette limite n’a pas de réel impact, car n’importe quel membre peut découper une vidéo longue en plusieurs parties de 10 min chacune.
Bien que YouTube ait exécuté la demande de NBC, l’incident a été rapporté dans la presse, ce qui a eu pour conséquence de renforcer la publicité du site. YouTube continuant à grandir en popularité, NBC a commencé à se rendre compte des capacités d’un tel site web et a finalement annoncé en juin 2006 un partenariat stratégique avec YouTube. Depuis cet accord, une chaîne NBC est officiellement disponible sur YouTube : elle diffuse des extraits de la série The Office (US). YouTube met également en avant les vidéos de NBC sur son site.
CBS, qui avait également demandé à YouTube de retirer plusieurs vidéos leur appartenant, a suivi la démarche de NBC en juillet 2006. Lors d'une déclaration, Sean McManus (en), président de CBS News et Sports, a expliqué comment les médias traditionnels ont changé leur vision de YouTube :

« Notre philosophie consiste aujourd'hui à se dire que plus nos clips sont mis en avant de cette façon, plus CBS News et le réseau de télévisions CBS en tirent avantage. Ainsi, après coup je pense que nous aurions probablement dû profiter de cette vitrine et de l'attention qu'elle a entraînée sur CBS, au lieu d'avoir cet esprit de clocher et de nous dire « abattons-les ». »

En août 2006, YouTube a annoncé que son objectif était de proposer, après une période de 18 mois, tous les clips vidéo ayant été produits tout en restant gratuit. Warner Music Group et EMI ont confirmé qu’elles faisaient partie des entreprises impliquées dans ce projet. En septembre 2006, Warner Music et YouTube ont signé un accord ayant pour but de permettre la diffusion de tous les clips vidéo de Warner sur le site web en échange d’une part des revenus obtenus grâce à la publicité. De plus, les vidéos amateurs diffusées sur YouTube sont autorisées à reprendre les musiques de Warner pour leur bande-son.
Le 9 octobre 2006, CBS, le groupe Universal Music et Sony Music Entertainment ont annoncé un accord visant à autoriser la diffusion de leurs vidéos sur YouTube.
Le 29 janvier 2007, Chad Hurley, l’un des fondateurs du site, a annoncé dans une interview à la BBC en marge du Forum économique mondial que le service de vidéo en ligne versera à ses participants les plus actifs (ces derniers doivent être les auteurs de leurs vidéos) une partie des revenus de site générés par la publicité. Cependant, Hurley n’a pas donné plus de détails, précisant que plusieurs projets étaient à l'étude et seront mis en place afin d'observer les réactions des utilisateurs et des publicitaires.
Le 12 novembre 2015, YouTube lance YouTube Music, sa première application exclusivement consacrée à la musique, destinée à concurrencer Spotify et Apple Music.
Le 14 novembre 2015, YouTube ajoute dans son logo le drapeau français (attentats, 13 novembre 2015).

### Dans la presse
YouTube est cité par le magazine Time comme l'un des nouveaux médias gérés par les internautes qui sont élus à cette occasion Personnalité de l'année 2006. Le numéro montre une vidéo lue sur YouTube en couverture et présente les créateurs du site ainsi que plusieurs auteurs des vidéos. Les quotidiens The Wall Street Journal et The New York Times ont également présenté YouTube en 2006 et son impact sur la communication et le recrutement dans les entreprises. Le magazine PC World a classé YouTube à la neuvième place de son classement des dix meilleurs produits de l’année 2006.

### Modèle économique
Même si dans un premier temps, les fondateurs de YouTube souhaitaient ne pas baser leur modèle économique sur les revenus publicitaires afin de construire une base d'utilisateurs davantage conduits par « l'amour des vidéos » que par l'argent[réf. nécessaire], la firme change d'avis en 2007 afin de tirer plus de revenus de la plateforme. L'un des confondateurs Chad Hurley déclare que ce système permet de reverser une partie aux créateurs de contenu, encourageant ainsi la créativité.
Google a noté en 2007 dans une déclaration fiscale que les revenus générés par YouTube étaient insignifiants, avec certains analystes tablant sur des revenus inférieurs à 20 millions de dollars par an. Le distributeur de vidéo affiche cependant des coûts de fonctionnement élevés, notamment en termes de bande passante, certains concurrents estimant à 1 million de dollars par jour cette dépense chez YouTube, soit 3 % des coûts opérationnels de Google à l'époque.
En 2008, le site aurait généré 100 millions de dollars de recettes publicitaires, chiffre jugé décevant au regard des 100 millions de visiteurs américains mensuels du site.
YouTube était déficitaire d'au moins 470 millions de dollars en 2009. En janvier 2013, YouTube dégagerait jusqu'à 4,80 euros de revenus publicitaires tous les mille clics. Une partie des revenus publicitaires sont reversés aux YouTubeurs, pour un tarif un peu inférieur à 1 dollar pour 1 000 vues, mais varie selon la démographie de l'audience de la chaîne, et la période dans l'année,.

### Lancements mondiaux
Le 19 juin 2007, Eric Schmidt est à Paris pour le lancement du nouveau système de localisation. L’interface du site web est depuis ce jour entièrement disponible dans trente-sept pays incluant :
|                                  |                                            |                   |  |
| Pays                             | Langue                                     | Date de lancement |  |
| États-Unis                       | Anglais (États-Unis)                       | 15 février 2005   |  |
| France                           | Français                                   | 19 juin 2007      |  |
| Brésil                           | Portugais (Brésil)                         | 29 juin 2007      |  |
| Italie                           | Italien                                    | 29 juin 2007      |  |
| Japon                            | Japonais                                   | 29 juin 2007      |  |
| Pays-Bas                         | Néerlandais                                | 29 juin 2007      |  |
| Pologne                          | Polonais                                   | 29 juin 2007      |  |
| Espagne                          | Espagnol Catalan                           | 29 juin 2007      |  |
| Royaume-Uni                      | Anglais (Royaume-Uni)                      | 29 juin 2007      |  |
| Irlande                          | Anglais (Irlande)                          | 25 juin 2007      |  |
| Mexique                          | Espagnol (Mexique)                         | 11 octobre 2007   |  |
| Hong Kong                        | Anglais Chinois (Traditionnel)             | 17 octobre 2007   |  |
| Taïwan                           | Chinois (Traditionnel)                     | 17 octobre 2007   |  |
| Australie                        | Anglais (Australie)                        | 22 octobre 2007   |  |
| Nouvelle-Zélande                 | Anglais (Nouvelle-Zélande)                 | 22 octobre 2007   |  |
| Canada                           | Anglais (Canada) Français (Canada)         | 6 novembre 2007   |  |
| Allemagne                        | Allemand                                   | 8 novembre 2007   |  |
| Russie                           | Russe                                      | 13 novembre 2007  |  |
| Corée du Sud                     | Coréen                                     | 23 janvier 2008   |  |
| Israël                           | Hébreu                                     | 16 septembre 2008 |  |
| Inde                             | Anglais (Inde) Hindi                       | 7 mai 2008        |  |
| Tchéquie                         | Tchèque                                    | 9 octobre 2008    |  |
| Suède                            | Suédois                                    | 22 octobre 2008   |  |
| Afrique du Sud                   | Anglais (Afrique du Sud)                   | 17 mai 2010       |  |
| Argentine                        | Espagnol                                   | 8 septembre 2010  |  |
| Algérie                          | Arabe                                      | 11 mars 2009      |  |
| Égypte                           | Arabe                                      | 11 mars 2009      |  |
| Arabie saoudite                  | Arabe                                      | 11 mars 2009      |  |
| Tunisie                          | Arabe                                      | 11 mars 2009      |  |
| Jordanie                         | Arabe                                      | 11 mars 2009      |  |
| Maroc                            | Arabe                                      | 11 mars 2009      |  |
| Yémen                            | Arabe                                      | 11 mars 2009      |  |
| Philippines                      | Anglais (Philippines) Philippin            | 13 octobre 2011   |  |
| Singapour                        | Anglais                                    | 20 octobre 2011   |  |
| Belgique                         | Français (Belgique) Néerlandais (Belgique) | 16 novembre 2011  |  |
| République démocratique du Congo | Français Lingala                           | 28 novembre 2011  |  |
| Colombie                         | Espagnol (Colombie)                        | 1er décembre 2011 |  |
| Ukraine                          | Ukrainien                                  | 29 décembre 2011  |  |
| Turquie                          | Turc                                       | 2 octobre 2012    |  |
| Suisse                           | Français Allemand                          | 9 avril 2013      |  |

Google a l’intention de renforcer sa position face au concurrent français Dailymotion. Il a également passé certains accords avec des chaînes françaises comme M6 et France Télévisions pour pouvoir diffuser légalement certaines vidéos. Google prévoit aussi de produire une version adaptée pour l’Allemagne à la suite d'un désaccord sur les redevances de droits d'auteur, jugés trop élevés par l'entreprise.
Le 30 septembre 2015, YouTube ouvre à Paris sa septième ambassade dans le monde après Los Angeles, Londres, Tokyo, New York, São Paulo et Berlin. Le lieu, localisé dans les sous-sols du siège français de Google, a pour objectif de partager, apprendre et créer afin de diffuser du contenu de qualité sur la plateforme en mettant à la disposition des YouTubeurs du matériel de professionnel.

## Popularité
Depuis l'apparition des chaînes en lieu et place des comptes, YouTube promeut les créateurs de contenus individuels, dits YouTubeurs. Grâce à ce média, plusieurs vidéastes ont acquis une notoriété sur la plateforme, et certains au-delà.
D'autre part, des utilisateurs comme LasVegasUsa4 qui ne font pas partie du programme partenaire, ont vu le compteur de vues de leur compte exploser dès la publication de leurs vidéos. Ce site, censé relater la chronique des atermoiements intimes d'une adolescente, s'est révélé être une supercherie, ce qui a déclenché une couverture médiatique inouïe (CBS, MTV, The New York Times, Los Angeles Times).
En 2007, YouTube était responsable de la consommation de 10 % de la bande passante américaine. Le 9 octobre 2009, le cofondateur Chad Hurley annonce qu'un milliard de vidéos sont visionnées chaque jour sur YouTube.
Le groupe appartenant à la chaîne principale le plus vu est Vevo, avec un peu moins de cinquante milliards de visionnages pour toutes ses vidéos, suivi par Universal Music Group, avec un peu moins de sept milliards de vues.
Il est à noter que 9 des 10 vidéos les plus vues sur YouTube sont des clips musicaux. Gangnam Style, du chanteur sud-coréen PSY, est devenue le 21 décembre 2012 la première vidéo à franchir la barre symbolique du milliard de vues. Le 31 mai 2014, la barre des deux milliards de vues a été franchie. De plus, c'est la vidéo possédant le plus grand nombre de « j'aime », avec plus de 10 millions de « j'aime » (au 13 janvier 2016). PSY était le premier artiste à avoir deux chansons dans ce top 10 avec Gangnam Style (no 1) et Gentleman (no 10). Il a ensuite été rejoint par Katy Perry avec Dark Horse (no 3) et Roar (no 4). Parmi les personnes ayant le plus de vues sur le site, on retrouve le rappeur américain Eminem, qui totalise à lui seul plus de 15,4 milliards de vues. Il y a également les chanteuses Lady Gaga et Rihanna, qui en totalisent plusieurs milliards chacune.
Le 2 novembre 2020, après être restée 3 ans la vidéo le plus visionnée sur YouTube, Despacito est détrônée par Baby Shark de Pinkfong,. Baby Shark atteint le seuil des 8 milliards de vues en février 2021, le seuil des 9 milliards de vues en juillet 2021, le seuil des 10 milliards de vues le 13 janvier 2022, le seuil des 11 milliards le 3 août 2022 et le seuil des 12 milliards le 29 décembre 2022.

## Considérations techniques

### Problème du nom de domaine
Le succès considérable de YouTube a affecté de façon involontaire les affaires d’une entreprise américaine : Universal Tube & Rollform Equipment. Les serveurs hébergeant le site web de l'entreprise Universal Tube ont été saturés et interrompus de nombreuses fois à cause d’un nombre important de visiteurs qui n’étaient pas certains de l’orthographe de l’adresse du site web de YouTube (la lettre U se prononce en anglais de la même façon que le pronom You). Début novembre 2006, Universal Tube a lancé une poursuite judiciaire contre YouTube, pour leur interdire l’utilisation du nom de domaine YouTube.com ou pour les obliger à payer un nouveau nom de domaine à l’entreprise industrielle.

### Définition d’image et codecs utilisés
Les lecteurs vidéos du site permettent de regarder davantage que 9 qualités bien que 9 qualités soient indiquées par un clic sur la roue dentée (bas du lecteur). Voici toutes les 9 qualités notées lors d’un clic sur la roue dentée pour une vidéo avec assez de pixels : 144p, 240p, 360p, 480p, 720p, 1080p, 1440p, 2160p et 4320p. L’indication du choix de la qualité correspond à un grand arrondi inférieur du plus faible entre les deux chiffres (pixels largeur et hauteur). Par exemple, il est écrit « 480p » pour une vidéo de 640 pixels de large et 480 pixels de hauteur.
YouTube proposait à l’origine des vidéos en une seule qualité « 240p » (définition 320 × 240 pixels), en utilisant le codec Sorenson Spark (une variante du H.263), avec un son MP3 mono.
En juin 2007, YouTube ajoute une option afin qu’il soit possible de regarder les vidéos au format 3gp sur les téléphones mobiles (144p).
En mars 2008, la définition maximale est de 480 × 360 pixels. En novembre 2008, la plus haute définition est 1 280 × 720 pixels. Au moment du lancement de 720p, le lecteur YouTube est passé du 4:3 à plus large 16:9. De plus, YouTube a commencé un passage vers le codec H.264/MPEG-4 AVC avec un son stéréo AAC ou 5 canaux + 1 canal pour les basses avec échantillonnage de 48 kHz ou 96 kHz.
En novembre 2009, la plus haute résolution est le 1 920 × 1 080 pixels.
En juillet 2014, YouTube a annoncé la présence de vidéos d'environ quatre-mille pixels de large « 2160p 4K ».
En 2015, apparaît dans les paramètres du lecteur la définition « 4320p 8K », c'est-à-dire 4 320 pixels de hauteur d'images. Depuis l'apparition de « 4320p 8K », il n'est plus écrit dans les paramètres du lecteur qu'il s'agit de la définition « originale ».
Depuis mars 2015, il existe des vidéos 360 degrés en deux dimensions pour chacune des définitions d'image. La vidéo, en cours de lecture ou en pause, peut se déplacer en bas, en haut, à droite et à gauche, à l'aide de la souris ou du clavier.
La qualité de mise en ligne normale pour la chrominance est 4:2:0. Sauf pour la qualité 144p, la qualité sonore est la même.
En septembre 2018, le codec AV1 commence à être disponible sur YouTube. À cause de la difficulté d'encodage de ce codec, seules les vidéos les plus regardées sont encodées avec. Le support matériel de ce codec étant encore peu répandu, les utilisateurs peuvent se rabattre sur le format VP9.
|                      |                      | 4320p 8K                                                                                              | 2160p 4K                                                                                              | 1440p HD                                                                                              | 1080p HD                                                                                              | 720p HD                                                                                               | Haut                                                                                                  | Standard                                                                                              | Bas                                                                                                   | GSM                                                                                                   |
| -------------------- | -------------------- | --- | --- | --- | --- | --- | --- | --- | --- | --- |
| Extension de fichier | Extension de fichier | webm ou mp4                                                                                           | webm ou mp4                                                                                           | webm ou mp4                                                                                           | webm ou mp4                                                                                           | webm ou mp4                                                                                           | flv                                                                                                   | flv                                                                                                   | mp4                                                                                                   | 3gp                                                                                                   |
| Vidéo                | Codec                | AV1, VP9 ou MPEG-4 AVC (H.264)                                                                        | AV1, VP9 ou MPEG-4 AVC (H.264)                                                                        | AV1, VP9 ou MPEG-4 AVC (H.264)                                                                        | AV1, VP9 ou MPEG-4 AVC (H.264)                                                                        | AV1, VP9 ou MPEG-4 AVC (H.264)                                                                        | MPEG-4 AVC (H.264)                                                                                    | MPEG-4 AVC (H.264)                                                                                    | MPEG-4 AVC (H.264)                                                                                    | MPEG-4 Part 2                                                                                         |
| Vidéo                | Format d'image       | 16:9                                                                                                  | 16:9                                                                                                  | 16:9                                                                                                  | 16:9                                                                                                  | 16:9                                                                                                  | 16:9                                                                                                  | 4:3, 16:9                                                                                             | 4:3                                                                                                   | 16:9                                                                                                  |
| Vidéo                | Images par seconde   | 60/30                                                                                                 | 60/30                                                                                                 | 60/30                                                                                                 | 24/25/30/50/60                                                                                        | 24/25/30/50/60                                                                                        | 24/25/30                                                                                              | 24/25/30                                                                                              | 24/25/30                                                                                              | 12 |
| Vidéo                | Définition           | 7680x4320                                                                                             | 3840x2160                                                                                             | 2560x1440                                                                                             | 1920x1080                                                                                             | 1280x720                                                                                              | 854×480                                                                                               | 640x360 400×226 320×240                                                                               | 480×360                                                                                               | 256×144                                                                                               |
| Audio                | Débit variable moyen | son stéréo à 48 kHz : environ 111 à 139 kilo (1000 = 1 kilo) bits (0,125 octet = 1 bit) par seconde   | son stéréo à 48 kHz : environ 111 à 139 kilo (1000 = 1 kilo) bits (0,125 octet = 1 bit) par seconde   | son stéréo à 48 kHz : environ 111 à 139 kilo (1000 = 1 kilo) bits (0,125 octet = 1 bit) par seconde   | son stéréo à 48 kHz : environ 111 à 139 kilo (1000 = 1 kilo) bits (0,125 octet = 1 bit) par seconde   | son stéréo à 48 kHz : environ 111 à 139 kilo (1000 = 1 kilo) bits (0,125 octet = 1 bit) par seconde   | son stéréo à 48 kHz : environ 111 à 139 kilo (1000 = 1 kilo) bits (0,125 octet = 1 bit) par seconde   | son stéréo à 48 kHz : environ 111 à 139 kilo (1000 = 1 kilo) bits (0,125 octet = 1 bit) par seconde   | son stéréo à 48 kHz : environ 111 à 139 kilo (1000 = 1 kilo) bits (0,125 octet = 1 bit) par seconde   | son stéréo à 48 kHz : environ 111 à 139 kilo (1000 = 1 kilo) bits (0,125 octet = 1 bit) par seconde   |
| Audio                | Codec                | opus (streaming et téléchargement) ou AAC (streaming et téléchargement) (ou Vorbis en téléchargement) | opus (streaming et téléchargement) ou AAC (streaming et téléchargement) (ou Vorbis en téléchargement) | opus (streaming et téléchargement) ou AAC (streaming et téléchargement) (ou Vorbis en téléchargement) | opus (streaming et téléchargement) ou AAC (streaming et téléchargement) (ou Vorbis en téléchargement) | opus (streaming et téléchargement) ou AAC (streaming et téléchargement) (ou Vorbis en téléchargement) | opus (streaming et téléchargement) ou AAC (streaming et téléchargement) (ou Vorbis en téléchargement) | opus (streaming et téléchargement) ou AAC (streaming et téléchargement) (ou Vorbis en téléchargement) | opus (streaming et téléchargement) ou AAC (streaming et téléchargement) (ou Vorbis en téléchargement) | opus (streaming et téléchargement) ou AAC (streaming et téléchargement) (ou Vorbis en téléchargement) |

### Limite des vidéos
Jusqu’au moins 2018, sans valider son compte, le maximum d’envoi est de 15 minutes par vidéo. La réception d’un SMS ou d’un message vocal, autorise l’ajout dans sa chaîne d’une vidéo de 2 heures.
Il existe un système d’identification afin de rémunérer les auteurs à l’aide du respect des droits d’auteur. Mais il existe des vidéos qui ne respectent pas les droits d’auteur, car elles ne sont pas supprimées et/ou sans accord entre le YouTubeur et l’auteur.
En 2007, le poids maximum d’une vidéo envoyée passe de 100 Mo à 1 Go, 2 Go en juillet 2009 et 128 Go en 2015. En 2023, la limite est de 256 Go.
La lecture des vidéos s’arrête automatiquement, et intempestivement, par le choix de Google, au bout de 38 minutes d’écoute en continu sans utilisation de la souris et du clavier. Il apparaît une pop-up « Vidéo mise en pause. Poursuivre la lecture ? » & « oui ». L’arrêt de la lecture des vidéos est définitif sauf si l’utilisateur intervient ou si la personne utilise une extension de navigateur empêchant d’avoir plus que 2 à 3 secondes d’arrêt de lecture (0 seconde dès février 2020) malgré l’inaction de l’utilisateur. Dès février 2020, un nouveau message apparaît : « Poursuivre la lecture ? La vidéo sera bientôt mise en pause, oui ». L’extension n’empêche toujours pas l’affichage des notifications comme « merci de votre confirmation ».

### Vidéos en direct
Dès avril 2017, les utilisateurs ayant plus de 1 000 abonnés peuvent diffuser instantanément leur vidéo avec le tchat, mais tous les utilisateurs vérifiés peuvent désormais diffuser instantanément leurs vidéos.

### Licence Creative Commons
En février 2009, YouTube annonce la possibilité de mettre en ligne sur sa plateforme les vidéos sous licence Creative Commons CC-BY. Dans un premier temps, cette possibilité est offerte seulement à quelques partenaires. À partir de juin 2011, tous les utilisateurs peuvent y accéder. Cela permet désormais aux utilisateurs de partager leurs vidéos, mais aussi de remixer et de télécharger les vidéos des autres membres de YouTube, via un outil dédié. En août 2012, on trouve sur YouTube quatre millions de vidéos sous licence Creative Commons.

## Aspects sociétaux

### Média de masse dominant
Selon une étude réalisée par Cisco en 2017, la vidéo représente près de 70 % de l’ensemble du trafic Internet grand public. En 2018, les réseaux sociaux, dont YouTube, supplantent la presse écrite pour s’informer aux États-Unis. Parmi les médias sociaux privilégiés par les Américains, YouTube arrive en 2e position derrière Facebook.
Pour apprendre les médias aux adolescents, France Télévisions passe par YouTube. Pour donner la possibilité aux jeunes de décoder l'information, une série de vidéo intitulée « La Collab' de l'info » a été produite par Goldenia Studios avec la complicité de YouTubeurs dont Axel Lattuada, Manon Bril et Maud Bettina-Marie. Selon Eric Scherer, directeur de la prospective à France Télévision, les jeunes générations ont moins confiance dans l'info traditionnelle que leurs aînées et ils ont deux fois plus de chances de s'informer en ligne qu'à la télévision, notamment auprès des YouTubeurs auxquels ils sont abonnés.

### Politique
La diffusion de vidéos à but politique sur YouTube est très diversement utilisée. On la retrouve chez de rares politiques de carrière, mais dans leur globalité, les partis traditionnels ont du mal à utiliser ce nouveau mode de communication. L'usage est plus important chez des vidéastes indépendants, à gauche comme à droite.

### Éducation thérapeutique
Les vidéos de prévention ou d'éducation à la santé peuvent améliorer l’apprentissage et s’intégrer au programme d'éducation thérapeutique. YouTube permet d'accéder facilement et sans frais à des vidéos d'éducation médicale. Les professionnels de santé peuvent publier des vidéos sur YouTube pour atteindre un large public. Ces vidéos peuvent atteindre rapidement une audience globale. À travers l'étude des vidéos diffusées par les utilisateurs, YouTube permet d’explorer les connaissances des patients et d'améliorer la diffusion des informations sur les soins de santé. YouTube et les vidéos en ligne sont d'excellents moyens de rechercher des informations sur une maladie ou sur une procédure médicale, si ces vidéos sont produites par des organisations reconnues comme les hôpitaux universitaires par exemple.

### Formation en ligne
Avec le développement de la formation en ligne et du concept de salle de classe inversée, les vidéos de plateformes telles que YouTube sont de plus en plus souvent intégrées dans les cours de formation. Les enseignants utilisent les vidéos qu'ils trouvent en ligne ou produisent leur propre vidéo, comme supports pédagogiques pour enseigner des concepts aux apprenants.
Dans tous les domaines, la science, la littérature ou le cinéma, des chaînes de vulgarisation sur YouTube rencontrent un très large public. Depuis 2014, les chaînes d’histoire se sont multipliées avec des vidéos réalisées par des professeurs, des étudiants, ou des amateurs. Alors que la science est de moins en moins présente à la télévision, le succès des chaines scientifiques sur YouTube est notable. Début 2019, la chaîne de vulgarisation scientifique « e-penser » de Bruce Benamran compte plus d'un million d'abonnés. Créée en 2016, la chaîne DTC « Dans ton corps » de l'ancien infirmier Julien Ménielle part en chasse contre les clichés en matière de santé et compte plus de 550 000 abonnés en 2018.

### Promotion des artistes
Divers groupes et musiciens se sont fait connaître grâce à YouTube. C'est le cas de plusieurs nouveaux chanteurs comme MattRach, Lana Del Rey, Justin Bieber, Cody Simpson, Greyson Chance, Ronald Jenkees ou le désormais célèbre chanteur coréen PSY qui ont adopté cette méthode pour accéder rapidement à la notoriété.

### Gilets jaunes et nouveaux médias alternatifs
Une étude des chaînes YouTube effectuée à contenu social ou politique, dans le sillage du mouvement des Gilets jaunes, a montré la présence de « la plupart des grands médias professionnels » mais aussi le constat que « si Facebook est sans conteste l’espace numérique de la contestation des Gilets jaunes, YouTube est celui d’où l’on peut observer le mieux la lutte médiatique entre une pluralité de médias ».
L'univers des chaînes YouTube a vu ainsi émerger en France une catégorie de « Médias alternatifs », spécialisés dans le décryptage de l’actualité (Osons causer), la vulgarisation politique (« L'aile à Stick ») ou le reportage d'investigation qui concurrencent les « Médias mainstream » et sont « mis sur le même plan dans l’espace médiatique » de YouTube, comme Médiapart ou encore Blast (Web TV) et Off-investigation, deux web TV indépendantes fondées par les journalistes d'investigation Denis Robert et Jean-Baptiste Rivoire. Le Média propose une instance PeerTube, mais son principal support est YouTube. Les enquêtes sur les scandales politiques y ont fait des scores d'audience élevés. Refusée par toutes les grandes chaines de télévision, mais auss Netflix et Amazon,, l'enquête de Off-investigation « Emmanuel, un homme d'affaires à l'Elysée » a vu son premier épisode, « L'affaire Kolher, le scandale qui menace Macron », approcher les 1,4 million de vues sur la chaîne YouTube Blast, et l'annonce de la suivante 1,15 million de vues sur celle de Le Média, soit les deux meilleures audiences historiques de ces deux chaînes.
Dans d'autres pays que la France, Internet et les réseaux sociaux ont profité à de jeunes activistes et à des mouvements démocratiques au niveau national et international, en Russie et dans le monde arabe, particulièrement en Égypte. C'est aussi le cas en Espagne avec le mouvement Les indignés et aux USA avec Occupy Wall Street, mais aussi en Turquie et au Brésil. Au Mexique, les étudiants du mouvement #YoSoy132 ont immédiatement « trouvé un large écho » grâce à une vidéo postée sur YouTube, dénonçant l'inféodation des deux grandes télévisions à l’un des candidats à la présidentielle de 2012.

### Expériences littéraires
YouTube est aussi un lieu d'expérimentation pour la littérature. Des écrivains et des poètes utilisent la forme du journal vidéo ou vlogs (vidéoblogs) pour s'exprimer. Les textes, les images et les voix se mêlent pour créer des œuvres atypiques. En septembre 2018, le centre Pompidou organise une exposition intitulée « Litératube », qui présentent ces expérimentations littéraires, avec des vidéos de nombreux écrivains et poètes parmi lesquels : Pierre Alferi, Jean-Pierre Balpe, François Bon, Patrick Bouvet, Brigitte Giraud, Pierre Guéry, Perrine Le Querrec — Arnaud Maïsetti —, Jean-Charles Massera, Pierre Ménard, Charles Pennequin, Laura Vazquez.
Le centre culturel Georges Pompidou, basé à Paris, publie une playlist avec des extraits des vidéos projetées lors de l'exposition « Litératube ».

## Critiques

### Contribution à la radicalisation des opinions et à la diffusion de préjugés
Parmi les reproches faits à la plate-forme, figure le fait que (comme dans Twitter, Facebook et d'autres réseaux sociaux), en dépit d'efforts annoncés, l'algorithme de son IA n'est en 2022 toujours pas « digne de confiance » (expression ici à entendre au sens que lui donne un livre blanc de 2020 sur ce que serait « une IA digne de confiance »), car elle favorise :
- une radicalisation progressive, un problème étudié par Zeynep Tufekci, synthétisé dans un article intitulé L'algorithme de recommandation de YouTube a un côté obscur ; YouTube’s Recommendation Algorithm Has a Dark Side) publié dans Scientific American en avril 2019[155] ;
- l'extrémisme politique[156],[154] ;
- les préjugés idéologiques[157], alors même que la PDG de YouTube (Susan Wojcicki) affirme régulièrement que la plateforme optimise son système de recommandation de manière à lutter contre la désinformation, au profit de la « satisfaction des utilisateurs »[158].

En 2019, la Fondation Mozilla publie une étude « Regrets YouTube » qui dénonçait le fait que l'algorithme de recommandation vidéo de YouTube pouvait promouvoir des vidéos contenant de la désinformation, des propos haineux et des contenus violents même chez les utilisateurs utilisant les outils mis à leur disposition par la plateforme pour éviter la répétition d'affichages de tels contenus,.
Mi-2021, la Fondation Mozilla réalerte sur le fait que « les recherches de Mozilla et d'innombrables autres experts ont confirmé qu'il existe des dommages importants associés aux algorithmes de YouTube) ». Il existe, selon la Fondation Mozilla, un décalage fondamental entre les algorithmes optimisés pour favoriser les incitations commerciales et ceux optimisés pour le bien-être des personnes.
En décembre 2023, une étude des universités Princeton et UC Davis indique que Youtube recommande des contenus en moyenne en accord avec les parti-pris du lectorat, lorsqu'ils existent, avec toutefois un affichage de davantage de contenus orientés tendant à droite qu'à gauche pour les personnes politiquement modérées.

### Mauvaise expérience utilisateur selon Mozilla
En 2022, Mozilla publie un rapport intitulé « Ce bouton fonctionne-t-il ?». Il porte sur les effets et mécanismes de retour de l'utilisateur vers la plateforme vidéo, et il conclut que les internautes ne peuvent toujours pas efficacement contrôler leur expérience sur la plateforme. L'internaute est, selon le rapport, exposé malgré lui à de très nombreuses vidéos controversées, par un algorithme qui ne tient pas ou peu compte des fonctions like/dislike (boutons « Je n’aime pas » ou « Ne pas recommander » ) supposées permettre aux utilisateurs de contrôler les recommandations de l'algorithme, et les résultats de la recherche par mots-clé, afin notamment de trouver ce qu'ils cherchent et d'éviter les contenus non-désirés.
22 722 internautes ont collaboré avec Mozilla, qui a ainsi pu analyser 567 880 195 vidéos qui leur ont été recommandées par YouTube (c'est le plus grand audit expérimental et participatif de YouTube par des chercheurs indépendants). 2 757 participants ont accepté de répondre à un questionnaire sur leurs expériences avec l'algorithme de recommandation de YouTube. En analysant leurs réponses, malgré les alertes lancées en 2021 par Mozilla, cette étude n'a pas constaté d'amélioration dans la manière dont les utilisateurs ne se sentaient pas capables de correctement contrôler le type de vidéo que YouTube affiche préférentiellement, malgré de nombreuses stratégies différentes testées pour contrôler leur expérience avec l'algorithme de recommandation. Le bouton "Ne pas recommander la chaîne", semble toujours inefficace.

### Droits d'auteur

#### Remix
La contrefaçon est un risque majeur pour YouTube. En effet, la diffusion de contenu protégé par le droit d'auteur entraîne un risque de procès de la part des ayants droit, semblable à celui qu'a connu la plate-forme de téléchargement numérique Napster. Pourtant, les vidéos présentes sur YouTube reprennent souvent du contenu protégé par le droit d'auteur, sans que ladite vidéo ne soit nécessairement une version piratée d'un film. Il peut s'agir, en effet, de l'utilisation d'une image, d'une musique, d'un extrait de film protégé par le droit d'auteur. Ces œuvres protégées sont en général utilisées pour illustrer le propos de la vidéo. En France, la loi n'a jamais vraiment tranché sur le droit à la citation audiovisuelle ; la réutilisation d’œuvres protégées, même d'un extrait, y est donc le plus souvent soit tolérée soit interdite en fonction des ayants droit. Cependant, le droit moral des auteurs est de plus en plus respecté, celui-ci impose de référencer le nom des auteurs des œuvres utilisées. (Si cette pratique est courante pour les musiques et les extraits vidéos, elle reste assez marginale pour les images[réf. nécessaire]). Il est à noter que ces dernières années les positions changent et les « gros » vidéastes pensent à citer l'origine des citations. Il existe cependant toujours une grande disparité entre YouTube et d'autres médias comme la télévision.

#### Rémunération des vidéastes
Les vidéastes (dits « YouTubeurs ») peuvent choisir de monétiser leurs vidéos en autorisant l'affichage de publicités avant ou pendant la lecture de la vidéo. La rémunération des vidéastes au titre de vidéos bafouant le droit d'auteur est problématique. Aussi, YouTube signe des accords avec certains grands studios (Warner Music fin septembre 2006, puis CBS, Universal et enfin Sony en octobre 2006). Ces accords prévoient que les contenus protégés pourront être supprimés grâce à un système de filtrage, ou qu'ils pourront être diffusés gratuitement moyennant un partage des revenus publicitaires avec les ayants droit. Les ayants droit japonais, regroupés dans la Société japonaise pour les droits des auteurs, des compositeurs et des éditeurs (JASRAC), sont pour l'instant opposés à de tels accords. Ils ont demandé et obtenu le retrait de près de 30 000 vidéos. D'autres pays interdisent purement et simplement l'accès au portail.
Le jeudi 30 septembre 2010, le site annonce un partenariat avec la Sacem. Celui-ci concerne la période 2006-2012. Cela permet au site Internet de pouvoir diffuser en légalité les œuvres (musicales) de la Sacem. La rémunération se fait en fonction du nombre de visionnages et le montant de l'accord est tenu confidentiel. Le 17 août 2011, YouTube annonce sur son blogue officiel un accord avec les ayants droit associés à la National Music Publishers Association (en) (NMPA), afin d'établir une meilleure gestion de leurs chansons.
La gestion des droits d'auteurs sur YouTube via son système Content ID est régulièrement décriée. Ce système automatique de détection des violations des droits d'auteur fait parfois des erreurs, tels des faux positifs, et peut aussi se laisser abuser par des demandes infondées. En août 2012, le blocage par un groupe de médias d'une vidéo de la NASA, pourtant dans le domaine public comme toute œuvre de l'agence spatiale, a créé la polémique,,.
Début 2014, Google a prévu de modifier la politique de droits d'auteur sur YouTube. Toutes les vidéos ne disposant pas de l'autorisation des ayants droit doivent être supprimées.
En juin 2014, YouTube met en place de nouvelles conditions tarifaires à destination des artistes, pour son service de diffusion en flux (« streaming ») par abonnement. Les artistes refusant ces conditions se voient refuser l'accès à YouTube.
Le 6 décembre 2016, les députés français votent une loi surnommée la « taxe YouTube » prévoyant de taxer les revenus générés par la publicité sur YouTube en faveur des créateurs de vidéos.

#### YouTube et les majors devancent la loi
Plutôt que d’appliquer la loi en supprimant automatiquement le contenu illicite, YouTube a choisi d'informer l'ayant droit et de lui laisser le choix entre la suppression de la vidéo, le blocage de sa piste son ou sa monétisation à son profit[réf. nécessaire]. Ainsi, au lieu de supprimer massivement des vidéos, YouTube maintient la mise en ligne de la plupart, puisque les ayants droit préfèrent s’approprier l’exploitation commerciale des vidéos litigieuses[réf. nécessaire]. Selon le magazine Capital, en 2021, la question s'est notamment posée de manière délicate quand la plateforme d'hébergement de vidéos a menacé de supprimer la chaîne de Sud Radio, qui compte 300 000 abonnés, obligeant son directeur général Patrick Roger à réagir, en raison de propos tenus pendant la crise du Covid, sur son antenne, par divers invités tels que le professeur Christian Perronne et d'autres qui remettaient complètement en question la pertinence de vaccins contre le Covid ou la dangerosité de ce virus lors de leurs interventions au micro de Sud Radio[réf. nécessaire].
Dans le monde de la musique, l’enjeu est de taille. Les covers (ou reprises de chansons) cumulent les milliards de vues. Certaines majors du disque ont compris l’enjeu et permettent aux internautes de reprendre les chansons qu’ils produisent, tout en partageant équitablement les revenus publicitaires.
D’autres vont plus loin en autorisant les reprises de leurs chansons, sans contrepartie, même si celles-ci génèrent des revenus publicitaires pour les YouTubeurs. C’est la stratégie adoptée par Disney à partir de 2014. À l’occasion de la sortie du film La Reine des neiges, produit par la firme, les reprises de la chanson phare (Let it go) se multiplient sur YouTube. Ce n’est rien d’autre qu’une démonstration du succès du film auprès du public. Si le clip original a été visionné plus d’un milliard de fois, ses soixante mille covers rassemblent soixante millions de vues. Disney est avant tout une entreprise à but lucratif : il est donc surprenant de voir le groupe renoncer à cette manne financière. Mais ce serait oublier que le groupe a racheté en avril 2014 le network Maker Studios pour la somme d’un milliard de dollars[pas clair]. Les réseaux multichaînes sont à la tête d’un certain nombre de chaînes YouTube, en particulier les plus populaires : en échange d’un pourcentage des revenus publicitaires, les réseaux fournissent des services aux chaînes affiliées, notamment en termes de visibilité. Ainsi, les chaînes affiliées à Maker Studios se trouvent protégées par Disney au lieu d’être menacées.

### Impact environnemental
Selon un rapport de juillet 2019 de l'association française The Shift Project, la vidéo en ligne (streaming vidéo) était responsable d'environ 1 % des émissions de gaz à effet de serre mondiales en 2019. « Youtube et les sites du genre(sic) » seraient responsables d'environ 20 % des émissions liées à l'usage de vidéos en ligne.

### Contenus violents
Plusieurs vidéos violentes ont dû être retirées du site. Des agressions sont ainsi filmées et diffusées sur YouTube[réf. nécessaire]. Des combats de chiens sont aussi diffusés. La secrétaire d'État à la solidarité de la France, Valérie Létard, échoue cependant à faire retirer une des chansons du rappeur Orelsan jugées particulièrement violentes, le site se limitant à en interdire l'accès aux personnes non enregistrées ou de moins de 18 ans.
En date du 16 avril 2011, de nombreuses vidéos hébergées par YouTube comprennent plus de 4 000 clips (d'internautes français) prônant ouvertement l'apologie du néonazisme tout en se rendant ouvertement complices d'incitation à la haine raciale. Le premier axe est l’harmonisation des législations nationales en ce qui concerne la définition des infractions répertoriées par la Convention et dont fait partie intégrante un protocole additionnel « incluant la propagation via Internet d’idées racistes et xénophobes ».[réf. nécessaire]
Le 10 mai 2019, des manifestantes du mouvement Operation Shutdown protestent devant les locaux de YouTube à Londres, au Royaume-Uni, car le site d'hébergement en ligne encouragerait selon elles à la violence à l'arme blanche en laissant publier des vidéos violentes sur la plateforme. La cofondatrice déclare qu'« on est là pour montrer à YouTube qu'ils ont du sang sur les mains ».

### Liberté d'expression
YouTube étant une entreprise américaine, elle profite de la liberté d'expression très large de ce pays, qui permet à un hébergeur de fixer lui-même les règles d'admission des contenus. En effet, le premier amendement de la Constitution des États-Unis interdit à l'État de limiter la liberté d'expression des personnes privées, mais n'est pas opposable à une entreprise privée.
YouTube a placé dans ses conditions d'utilisation l'interdiction des contenus violents. Cependant, cette règle est d'interprétation très libre. Elle permet à YouTube de rejeter ce qu'il estime être de la propagande terroriste et, au contraire, d'accepter les vidéos dénonçant des actes de violence, y compris par des États. L'Espagne a débattu de l'interdiction du postage de telles vidéos sur Internet. D'autres pays optent pour le blocage de YouTube quand les utilisateurs l'utilisent largement pour dénoncer l'action du gouvernement (exemple de la Turquie ou de la censure d'Internet en Tunisie).
En revanche, les tribunes politiques interdites dans de nombreux pays d'Europe en tant qu'incitation à la haine — négationnisme, apologie du racisme, de l'homophobie, etc. — sont autorisées.
Pour toutes ces raisons, des États ont souvent mis YouTube en demeure sous la forme « le site YouTube sera filtré dans sa totalité si telle vidéo n'est pas supprimée »[réf. nécessaire]. Pour résoudre ce dilemme, YouTube a mis en place un filtrage géographique qui permet d'interdire certaines vidéos aux résidents de pays choisis — sauf utilisateurs avertis, capables de contourner un tel blocage, ce qui peut être illégal selon les lois de leur pays[réf. nécessaire]. Cette technologie est aussi utilisée quand une vidéo est soumise à un droit d'auteur variable selon les pays[réf. nécessaire].
Un exemple célèbre est L'Innocence des musulmans : YouTube a accepté la mise en place d'un filtrage géographique, mais se réclamant de la liberté d'expression, a refusé de la supprimer malgré son caractère très controversé. Finalement, les tribunaux américains en ont ordonné la suppression, non pas en raison de son caractère offensant pour les musulmans — cet argument est rejeté aux États-Unis —, mais pour atteinte aux droits d'auteur.

#### Lutte contre la désinformation
En septembre 2021, YouTube prend des mesures pour lutter contre la désinformation. Le site supprime la chaine RT en allemand, accusée de diffuser de fausses informations à propos de la pandémie de Covid-19, notamment à travers son émission « Der fehlende Part ». La Russie réagit en menaçant de bloquer YouTube. Le 29 septembre, YouTube annonce prendre des mesures pour bloquer les vidéos et chaînes antivax.
En mars 2022, en réaction à l'invasion de l'Ukraine par la Russie, YouTube annonce bloquer les vidéos de désinformation au sujet de l'invasion ainsi que les médias financés par la Russie. Cependant, en février 2023, un rapport de l'organisation NewsGuard révèle que plus de 250 documentaires de la chaîne RT au sujet de l'invasion ont malgré tout été diffusés sur YouTube.

#### Monopole du flux d'information
Les géants du web détiennent un quasi-monopole sur le flux d'informations et, en tant que tel, sont en mesure de manipuler le discours public. Internet est un ensemble de services de base. La plupart de ces services sont détenus et gérés par des sociétés privées, qui hébergent le contenu et donnent aux utilisateurs la possibilité de le consulter ou d’en créer de nouveaux. Si ces fournisseurs de services de base ne veulent pas de quelque chose sur Internet, ils peuvent le censurer et le faire disparaître d'internet dans le monde entier. Ce contrôle d'Internet est, dans les faits, concentré dans les mains de quelques entreprises massives qui font tout pour que le public n'en soit pas conscient.
Réagissant à un blocage des revenus générés par les contenus publicitaires de centaines de vidéos sur YouTube, Sky News écrit « c'est de l'intimidation. Le débat n'existe plus ».

### Affrontement de vidéastes
YouTube offre une grande liberté d'expression quant aux sujets choisis par les vidéastes. Ainsi, il n'est pas rare de voir des YouTubers se consacrer spécifiquement à la chasse aux histoires sensationnelles ou sordides, avec en tête de lice, la chaîne « Drama Alert » lancée en 2014. Ce phénomène, souvent appelé « YouTube Drama », s'est révélé à la suite des propos du célèbre vidéaste américain PewdiePie ayant été accusé d'antisémitisme.
Les YouTubeurs qui se concentrent à raconter ces histoires sensationnelles s'appuient généralement sur des témoignages ou des captures d'écran de message, parfois sans aucune preuve concrète, le but étant de générer un trafic important et des revenus potentiels[réf. nécessaire]. Ce mécanisme, très inspiré des recettes de la presse people américaine, a parfois des conséquences importantes sur les YouTubeurs accusés[réf. nécessaire].
En effet, le 9 janvier 2017, Keemstar de la chaîne « Drama Alert » a dû publier une vidéo d’excuses, après avoir affirmé dans une émission précédente qu’un YouTubeur de 62 ans qui diffuse des vidéos du jeu Runescape était un pédophile condamné et qu’il avait eu des relations sexuelles avec une jeune fille qu’il avait « épousée » dans le jeu. Toute l’histoire était fausse : l’homme montré à l’écran comme ayant été condamné, qui est toujours en prison, n’était pas le YouTubeur en question. Harcelé par des internautes le menaçant, l’homme accusé à tort avait à son tour publié une vidéo dans laquelle il demandait, en larmes, « qu’on [le] laisse tranquille, bordel… Je voulais juste faire une putain de chaîne YouTube ! ».

### Commentaires
La plupart des vidéos permettent aux utilisateurs de laisser des commentaires écrits et ces derniers ont attiré l'attention par leur aspect négatif, à la fois sur le fond et sur la forme. Lorsque le magazine américain Time a loué en 2006 le Web 2.0 pour avoir permis l'émergence d'une « communauté et d’une collaboration sur une échelle sans précédent », il a ajouté que YouTube « stimule la stupidité des foules et non pas seulement leur sagesse. Certains des commentaires sur YouTube vous font pleurer pour l'avenir de l'humanité, ne serait-ce que par leur orthographe, sans compter l'obscénité et la haine à l'état pur qu'on y trouve ». Le journal britannique The Guardian a décrit en ces termes, en 2009, les commentaires d'utilisateurs sur YouTube : « Enfantins, agressifs, mal orthographiés, sexistes, homophobes, allant de remarques rageuses sur le contenu d'une vidéo à une description de celle-ci pleine de détails inutiles et suivies d'un LOL, les commentaires sur YouTube sont un vivier de débats puérils et d'ignorance éhontée — avec, parfois, la percée d'un bon trait d'esprit ». En septembre 2008, le Daily Telegraph a remarqué que YouTube était « tristement célèbre » pour « des échanges de commentaires parmi les plus acerbes et mal pensés sur Internet » ; il a rapporté en outre l'existence de YouTube Comment Snob, « un nouveau logiciel qui bloque les commentaires malpolis et écrits par des analphabètes ».

### Failles
Le 4 juillet 2009, YouTube est victime d'une faille XSS permettant d'injecter du code JavaScript dans les commentaires des vidéos. En quelques heures, des centaines de scripts permettant de récupérer le cookie des utilisateurs (et donc de se connecter à leur compte) sont déposés sur les vidéos les plus populaires, avant que YouTube ne clôture globalement les commentaires, le temps de résoudre le problème.

### Publicités
D'abord exempt de publicité, YouTube monétise son audience dans la plupart des pays du monde. Depuis 2011[réf. nécessaire], les publicités peuvent être insérées avant le contenu vidéo.
Aux États-Unis, en avril 2018, une coalition formée par 23 groupes américains de protection de l’enfance dépose plainte contre Google auprès de la Federal Trade Commission. Cette coalition reproche à Google de violer les lois de protection de l’enfance en collectant des données sur les enfants de moins de 13 ans afin de leur envoyer des publicités ciblées.
Le 20 février 2019, dans le contexte d'une controverse d'abus sur enfants sur YouTube, The Walt Disney Company annule la diffusion de ses publicités sur le site, tout comme Nestlé et Epic Games,,.
Une enquête menée en 2021 par le site The Markup montre que Google Adsense, qui sert au placement des publicités sur Youtube, ne bloque qu'un nombre restreint de mots-clés haineux, et que les blocages sont facilement et fréquemment contournés par les vidéastes souhaitant réaliser des profits grâce à des contenus haineux.

#### Censure idéologique
Plusieurs vidéastes et collectifs ont dénoncé le caractère apparemment idéologiquement partisan de l'algorithme de démonétisation, qui toucherait de façon systémique les vidéastes féministes et LGBT+, qui verraient leurs contenus démonétisés même quand ils respectent les règles de monétisation. C'est notamment le cas de plusieurs rédactrices de chez Madmoizelle.com qui sont également vidéastes, selon lesquelles la démonétisation et classification serait beaucoup plus sévère sur les contenus présentés par des femmes, qui surviendrait de manière systémique sur des vidéos à thématique sexuelle ou contenant un langage jugé vulgaire, alors que des contenus similaires, mais présentés par des hommes seraient épargnés. En 2018, de nombreuses créatrices, dont Amélie Coispel, présidente de l'association Les Internettes, dénoncent une démonétisation systémique de sujets liés au féminisme sous des justifications fallacieuses, y compris celles dont le contenu n'avait quoi que ce soit de sexuel (ce fut notamment le cas de la journaliste Marine Périn), alors que des vidéos à caractère sexuel concernant les hommes ne subissaient pas ce sort. En réponse à la polémique, YouTube a déclaré que « certains sujets, comme l’IVG ou le viol, sont importants et peuvent être débattus » mais cite les « réticences » des annonceurs « à ce que leurs marques soient associées à ce contenu ».
En réaction, plusieurs vidéastes ont créé le collectif Queermotion sous la forme d'une plate-forme vidéo autogérée afin de « permettre aux personnes queers d'avoir un espace de diffusion émancipateur de plateformes comme YouTube, « safe », sans publicité, sans collecte de données personnelles, sans « shadow-ban » LGBTQIA+, ni quelconque algorithme de censure – nudité, droits d'auteurs… ».

### Addiction
Le visionnage de vidéos sur YouTube peut développer une dépendance entraînant des conséquences sur la vie sociale de l'utilisateur de par la gratification de l'engagement de l'individu.
Un phénomène similaire est observé chez les jeunes enfants qui sont pour la plupart fascinés par un dessin animé, un concept, etc. Ils veulent être certains de comprendre l’entièreté de ce à quoi ils s'intéressent tant et le fait que l'algorithme de YouTube propose sans cesse du contenu similaire à côté de ce qu'ils sont en train de visionner les pousse à regarder toujours plus de vidéos.

### Collecte de données personnelles
La liste des informations collectées par l'application iOS inclut :
- la géolocalisation du périphérique ;
- les coordonnées enregistrées ;
- l'historique de recherche et de navigation web ;
- les identifiants et les données d'utilisation de l'application YouTube ;
- l'historique des achats ;
- les contacts ;
- le contenu utilisateur (photos, vidéos, audio, expérience de jeu, etc.).

En avril 2018, à l'occasion de la mise en place du prélèvement à la source en France, la Direction générale des finances publiques a publié sur son site une vidéo YouTube imposant de visionner 1 minute de vidéo avant de pouvoir accéder à son site. L'accès aux informations légales sur les données collectées est inaccessible tant que la vidéo n'est pas visualisée, et n'inclue aucune des informations sur les données collectées. La publication de plusieurs articles révèle l'existence et les problèmes associés à la collecte de données personnelles par YouTube, la vidéo est alors retirée rapidement.
Le 21 janvier 2019 en France, la CNIL condamne Google à une amende de 50 millions d'euros « en application du règlement européen sur la protection des données personnelles (RGPD) pour manque de transparence, information insatisfaisante et absence de consentement valable pour la personnalisation de la publicité », entre autres du fait des traitements faits par YouTube. C'est la première décision d'une instance de régulation de sanctionner l'un des acteurs majeurs du numérique, en utilisant les dispositions du RGPD en vigueur depuis mai 2018. Le 19 juin 2020, le Conseil d'état valide la sanction de 50 millions d'euros prononcée par la CNIL à l’encontre de la société Google LLC.
Cette condamnation en France est suivie d'une autre par la Federal Trade Commission aux États-Unis pour collecte de données personnelles de mineurs de moins de 13 ans dans un objectif de publicité ciblée.